# Bryconaethiops yseuxi
Bryconaethiops yseuxi és una espècie de peix pertanyent a la família dels alèstids.

## Descripció
- Pot arribar a fer 7,2 cm de llargària màxima.
- El cap i el cos dels mascles vius és de color argentat amb un to rosat als costats. La part superior del cap és verd oliva.
- Aleta adiposa blanquinosa i transparent, negrosa a la base.
- Cap espina i 10 radis tous a l'aleta dorsal i 21-23 radis tous a l'anal.
- Cos una mica comprimit lateralment.
- Boca terminal.
- Mandíbula superior amb tres fileres de dents premaxil·lars.
- Línia lateral amb 34-39 escates.[3][4]

## Hàbitat
És un peix d'aigua dolça, pelàgic i de clima tropical.

## Distribució geogràfica
Es troba a Àfrica: conca inferior del riu Congo.

## Observacions
És inofensiu per als humans.